# Благодатка (Саратовская область)
Благодатка — опустевший населённый пункт (тип: железнодорожная станция) в Ртищевском районе Саратовской области России. Входит в состав Октябрьского муниципального образования.

## География
Находится в северо-западной части Саратовского Правобережья, в пределах Окско-Донской равнины, в лесостепной зоне, на железнодорожной линии Ртищево-Аткарск, в пешей доступности от селения Барабановка, на расстоянии примерно 6 километров (по прямой) на юго-восток от города Ртищево, районного центра.

### Климат
Климат характеризуется как умеренно континентальный с холодной малоснежной зимой и сухим жарким летом. Среднегодовая температура воздуха — 4,4 °C. Средняя многолетняя температура самого холодного месяца (января) составляет −11,7 °С (абсолютный минимум — −43 °С), температура самого тёплого (июля) — 20 — 22 °С (абсолютный максимум — 40 °С). Средняя продолжительность безморозного периода 145—155 дней. Среднегодовое количество атмосферных осадков — 550 мм, из которых 225—325 мм выпадает в период с апреля по октябрь. Снежный покров держится в среднем 130—135 дней в году.

## История
Посёлок возник после открытия одноимённого разъезда в 1901.

## Население
| 2010 |
| ---- |
| 0    |

## Инфраструктура
Основа экономики — обслуживание путевого хозяйства  Мичуринского региона Юго-Восточной железной дороги. Действует станция Благодатка.

## Транспорт
Доступен населённый пункт железнодорожным транспортом.